# Lou Doillon
Lou Doillon (* 4. září 1982, Neuilly-sur-Seine) je francouzská modelka, herečka a zpěvačka.

## Biografie
Její matkou je anglická herečka a zpěvačka Jane Birkinová a otcem francouzský filmový režisér Jacques Doillon. Svou filmovou kariéru zahájila již v roce 1988, kdy hrála ve filmu Kung Fu Master po boku své matky. Později hrála v mnoha dalších filmech, například také ve filmech svého otce. Rovněž se věnuje hudbě, hraje na kytaru, zpívá a píše texty a své první album nazvané Places vydala v roce 2012. Dne 3. dubna 2016 vystoupila s dalšími hosty na koncertu velšského hudebníka Johna Calea, při němž hrál písně z prvních dvou alb kapely The Velvet Underground. Zpívala zde píseň „Femme Fatale“.

## Diskografie
- Places (2012)
- Lay Low (2015)